# Московский эсперанто-клуб «Лев Толстой»
Московский городской эсперанто-клуб «Лев Толстой» — добровольная общественная организация эсперантистов и изучающих язык эсперанто, действующая в Москве с 1987 года.

## История
Эсперанто-клуб «Лев Толстой» был создан 1987—1988 в Москве. Основателем клуба является известный российский эсперантист Анатолий Евгеньевич Гончаров. Им в 1987 были организованы массовые курсы по изучению языка эсперанто на базе Дома Культуры «Главмоспромстройматериалы» (ул. Волхонка, д. 13). Учащиеся этих курсов приняли активное участие в мероприятиях, посвящённых празднованию 100-летнего юбилея международного языка эсперанто в Москве, и к концу 1987 г. уже действовал собственный эсперанто-клуб, параллельно с пятью клубами, уже существовавшими в то время в Москве. В сентябре 1988 года организационным собранием и принятием устава клуб был окончательно сформирован как общественная организация.
Клуб назван именем Льва Николаевича Толстого, всемирно известного классика русской литературы, в память о его всемерной поддержке языка эсперанто на заре его становления.
В 1991—1992 гг. клуб базировался в помещении профсоюза драматургов (Ордынский туп., 6). В период 1993—2002 клуб собирался в помещении Культурно-Оздоровительного Центра Досуга «Юность» по адресу ул. Малая Дорогомиловская, 9/4 (в последующем Украинский бул., 15). С 2005 года клуб регулярно собирается в помещении Европейского Университета Права «ЮСТО» (6-Новоподмосковный пер., 6).

## Деятельность
Основной деятельностью клуба является проведение регулярных (несколько раз в месяц) встреч московских эсперантистов, помощь начинающим эсперантистам в изучении языка, приобретении литературы на эсперанто и об эсперанто. Клуб был организатором ряда региональных и всероссийских встреч эсперантистов, был участником экологических субботников в Москве, манифестаций за равноправие языков. Под патронажем клуба сформировывались новые клубы и эсперантистские организации, такие как «Ассоциация Молодых Эсперантистов Москвы», туристический клуб «Мигранто», клубы «Галанто», «Арбат». В 1990 клуб участвовал в создании периодического издания на эсперанто Moskva Gazeto (1990—1995). Члены клуба активно участвовали в международном эсперанто-движении, организовывались поездки на всемирные конгрессы и слёты.
С самого основания клуба большая роль отводилась литературно-переводческой деятельности. В сентябре 1989 была сформирована группа эсперанто-переводчиков METRO (Moskva Esperanta Tradukista Rondeto). В апреле 1990 г на базе клуба был создан Московский литературный эсперанто-клуб (MLEK) и стал издаваться литературный бюллетень Cerbe kaj kore. Здесь сформировались многие московские эсперантисты-поэты, составившие так называемую московскую эсперантистскую поэтическую школу. Многие произведения этих авторов, впервые представленные на заседаниях клуба, в дальнейшем были опубликованы в периодических изданиях и в отдельных авторских сборниках. Например Иван Наумов, Клара Илютович, Олег Дадаев, Григорий Аросев.
Клуб имеет собственную библиотеку. При клубе действует книжная служба, помогающая приобрести издания на языке эсперанто. Для изучающих язык проводятся курсы и консультации.